# Louise Marmont
Anna Louise Marmont (Jönköping, 22 de mayo de 1967) es una deportista sueca que compitió en curling.
Participó en dos Juegos Olímpicos de Invierno, obteniendo una medalla de bronce en Nagano 1998 y el sexto lugar en Salt Lake City 2002.
Ganó ocho medallas en el Campeonato Mundial de Curling entre los años 1988 y 1999, y nueve medallas en el Campeonato Europeo de Curling entre los años 1984 y 200.

## Palmarés internacional
| Juegos Olímpicos   | Juegos Olímpicos                  | Juegos Olímpicos  | Juegos Olímpicos |
| Año                | Lugar                             | Medalla           | Prueba           |
| ------------------ | --------------------------------- | ----------------- | ---------------- |
| 1998               | Nagano (Japón)                    | Medalla de bronce | Equipo           |
| Campeonato Mundial |                                   |                   |                  |
| Año                | Lugar                             | Medalla           | Prueba           |
| 1988               | Glasgow (Reino Unido)             | Medalla de bronce | Equipo           |
| 1989               | Milwaukee (Estados Unidos)        | Medalla de bronce | Equipo           |
| 1992               | Garmisch-Partenkirchen (Alemania) | Medalla de oro    | Equipo           |
| 1993               | Ginebra (Suiza)                   | Medalla de bronce | Equipo           |
| 1994               | Oberstdorf (Alemania)             | Medalla de bronce | Equipo           |
| 1995               | Brandon (Canadá)                  | Medalla de oro    | Equipo           |
| 1998               | Kamloops (Canadá)                 | Medalla de oro    | Equipo           |
| 1999               | Saint John (Canadá)               | Medalla de oro    | Equipo           |
| Campeonato Europeo |                                   |                   |                  |
| Año                | Lugar                             | Medalla           | Prueba           |
| 1984               | Morzine (Francia)                 | Medalla de plata  | Equipo           |
| 1987               | Oberstdorf (RFA)                  | Medalla de plata  | Equipo           |
| 1989               | Engelberg (Suiza)                 | Medalla de bronce | Equipo           |
| 1992               | Perth (Reino Unido)               | Medalla de oro    | Equipo           |
| 1993               | Leukerbad (Suiza)                 | Medalla de oro    | Equipo           |
| 1995               | Grindelwald (Suiza)               | Medalla de bronce | Equipo           |
| 1996               | Copenhague (Dinamarca)            | Medalla de plata  | Equipo           |
| 1997               | Füssen (Alemania)                 | Medalla de oro    | Equipo           |
| 2000               | Oberstdorf (Alemania)             | Medalla de oro    | Equipo           |